# Замок Бонковець
Замок Бонковець у Морську (пол. Zamek Bąkowiec w Morsku) — руїни лицарського замку XIV століття в селі Морсько в гміні Влодовиці Заверцянського повіту Сілезького воєводства в Польщі. Замок розташований на Краківсько-Ченстоховській височині та належить до системи так званих Орлиних Гнізд. 

## Історія
Точна дата заснування укріплень на місці замку достеменно не відома. Швидше всього перші дерев’яні укріплення тут було збудовано у XIV столітті родиною Топорчиків, які взяли прізвище Морські від назви маєтку Морсько. Вони ймовірно були лицарями-розбійниками, через що король Владислав Локетек у 1327 році відібрав у них село та передав його монастирю в Мстові. У документах цього періоду не зазначається, чи існував замок у Морську, однак за аналогією з іншими навколишніми замками, можна припустити, що у часи Казимира Великого тут було споруджено сторожову вежу як складову частину укріплень на прикордонні між Сілезією та Малою Польщею. Вірогідною є також версія згідно з якою замок було побудовано князем Владиславом Опольським, який наприкінці XIV століття володів цією місцевістю.  
Перша згадка про замок Бонковець (записано як "Bancowecz") та його спадкоємця Миколая Стшала датується 1390 роком. Відомі також подальші власники замку: у 1392 році — бургграф Петро з Марциновиць гербу Лис, пізніше — Ян з Сецеховіц. У 1435 році замок разом із іншим прилеглим майном  перейшов у власність сандецького каштеляна Кристина з Козеглов та його нащадків. На межі XV—XV століть власниками Морська були Влодки, яким приписується будівництво нового кам'яного замку. Потому замком володіли Бжеські та Гебултовські. З XVII століття в замку вже ніхто не мешкав. 
У 1927 році пагорб із руїнами замку стали власністю архітектора Вітольда Чечотта. За 6 років, розібравши частину мурів, він збудував з отриманого будівельного матеріалу будинок, що прилягає до скелі з руїнами.  
Після Другої світової війни вдова Чечотта продала замок Забжанському ремонтному заводу вугільної промисловості, який перетворив його у відпочинковий центр, збудувавши поруч лижний витяг та кафе. 
У 1961 році було здійснено консервацію замкових руїн, шляхом укріплення та підвищення вцілілих мурів. Щоправда, руїни внесли до реєстру пам’яток лише в 1967 році.  

## Сучасний стан
З 1999 року відпочинково-спортивна база перебуває у приватній власності, що сприяло її активному розвитку. 
У наш час замком опікується спілка "Morsko Plus", яка планує відкрити тут оглядовий майданчик та у подальшому здійснити реконструкцію та відбудову замку. 

## Архітектура
Замок Бонковець побудовано на скелі Тигр, яка височіє над навколишньою місцевістю. Замок у плані мав форму неправильного багатокутника, що знаходився на невеликій ділянці на вершині скелі та прилеглій до неї території. Кам'яна брама, фрагменти якої збереглися до наших днів, вела до невеликого замкового двору, оточеного мурами та чотирикутними приміщеннями, розташованими анфіладно з протилежних сторін скелі. Напівкруглі вежі по кутах відігравали спостережну та оборонну роль. 
Зовнішні мури були побудовані з ретельно підібраного вапняку, а внутрішні частини були побудовані з битого каменю, залитого великою кількістю вапняного розчину. Зі сходу до скелі примикав господарський двір, який було захищено земляним насипом з овальною вежею та сухим ровом. З півдня замок був захищений кам'яним муром, залишки якого можна простежити донині. Доступ до замку, через усю систему помостів і драбин, був лише пішохідним. Незважаючи на зручне розташування та досить міцні фортифікації, які практично неможливо було здобути за допомогою середньовічних технік облоги, замок не відігравав в історії важливої ролі. 

## Світлини

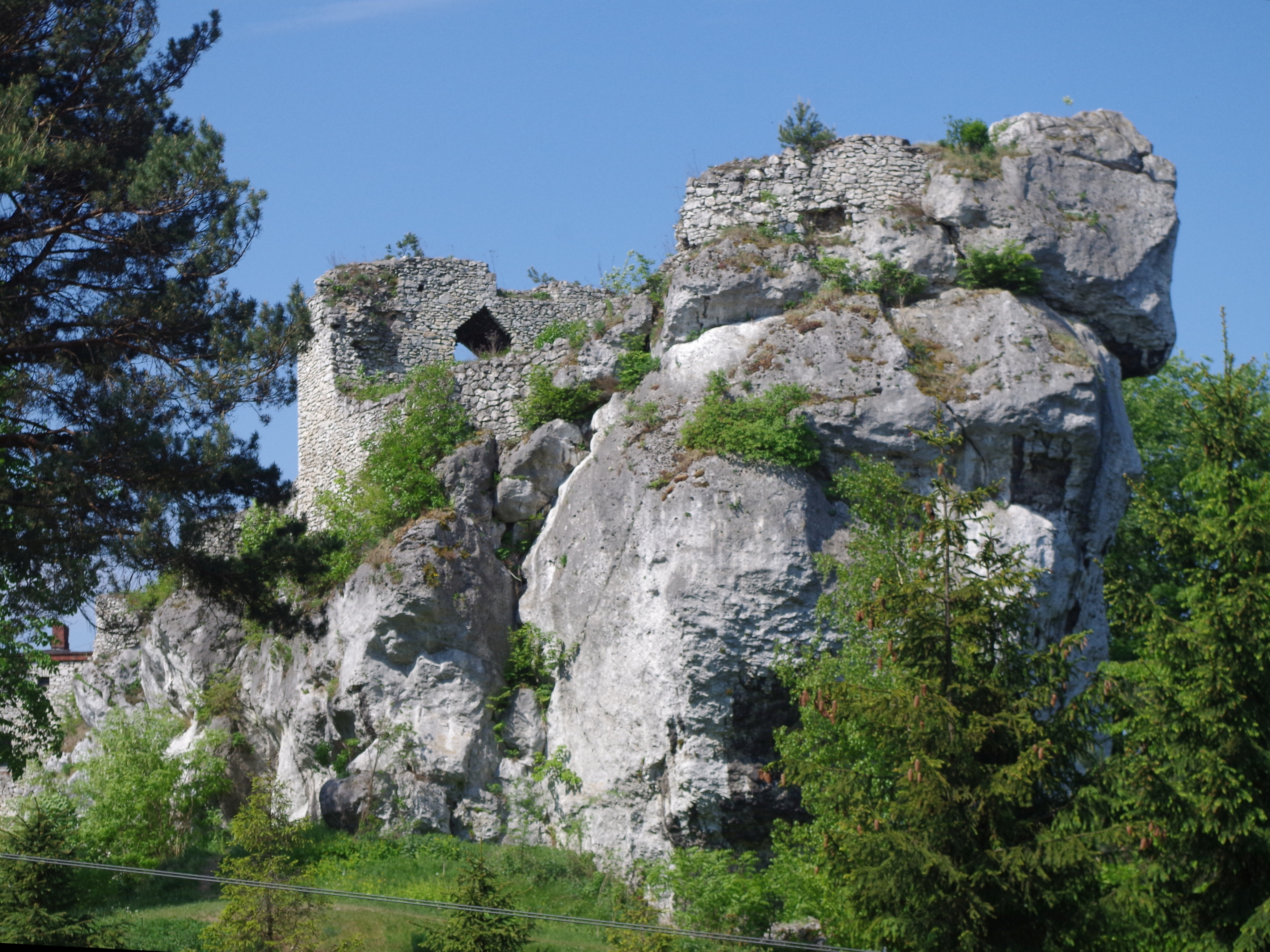
Скеля Тигр
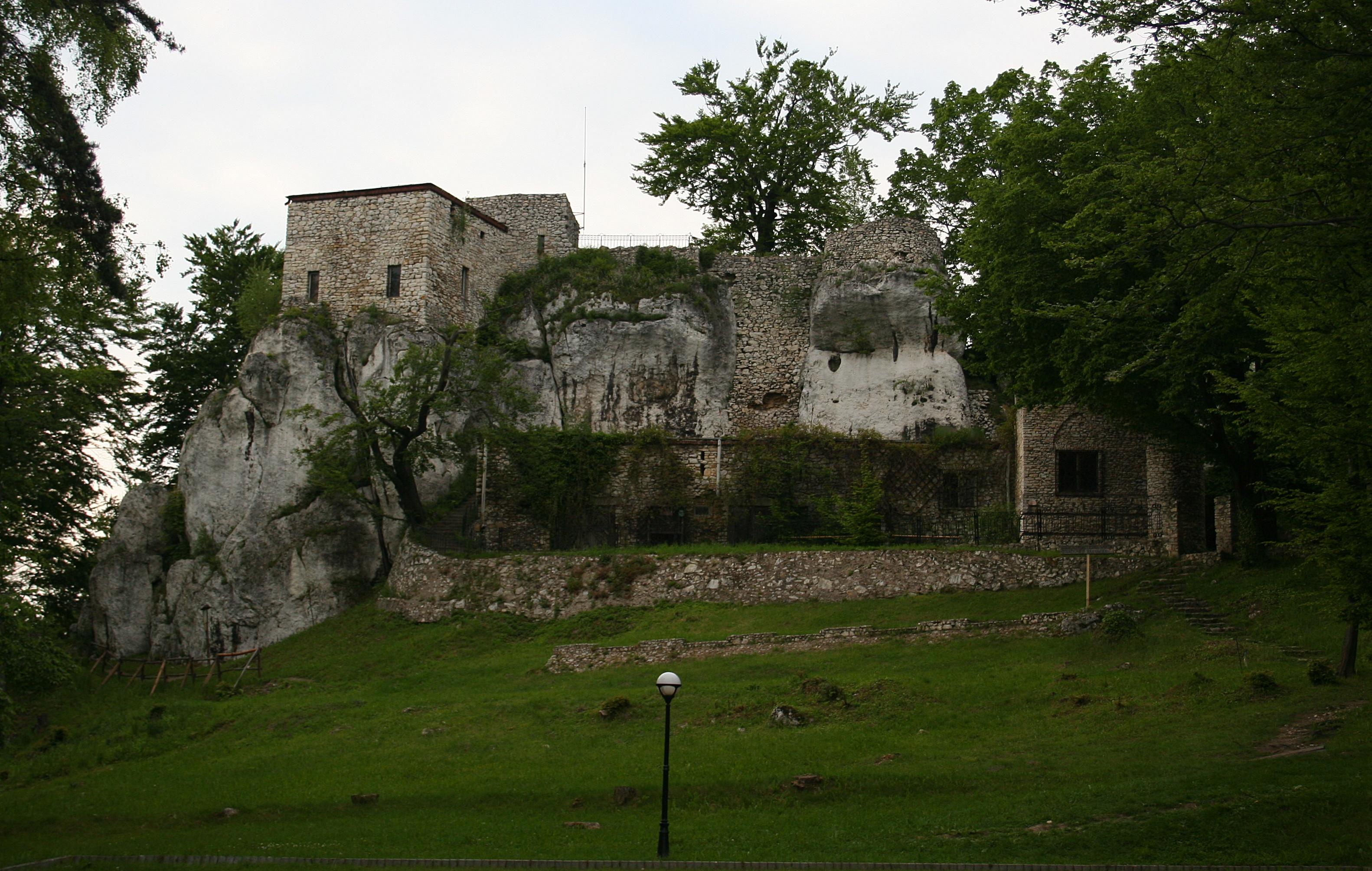
Вигляд замку
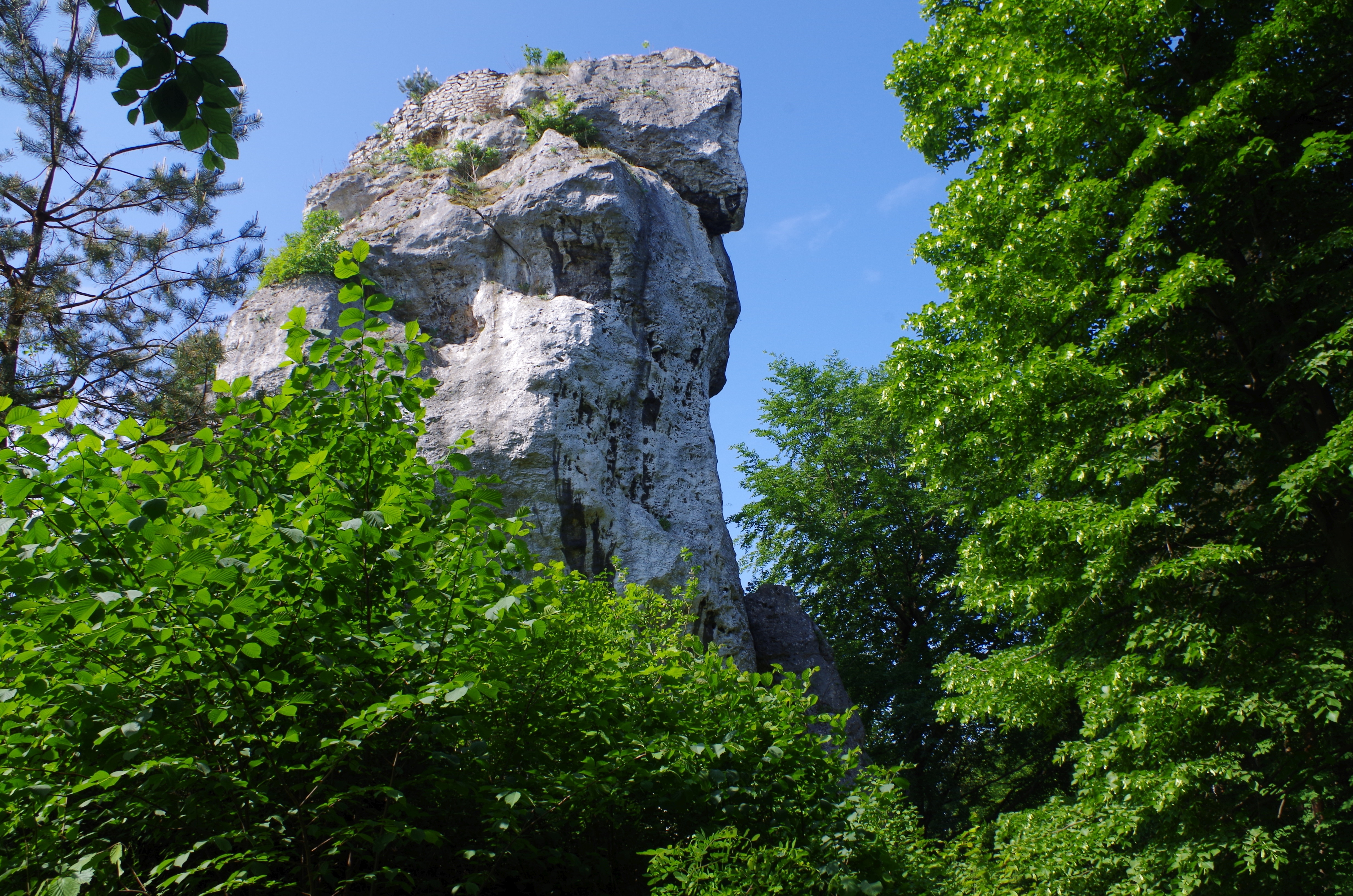
Скеля Тигр
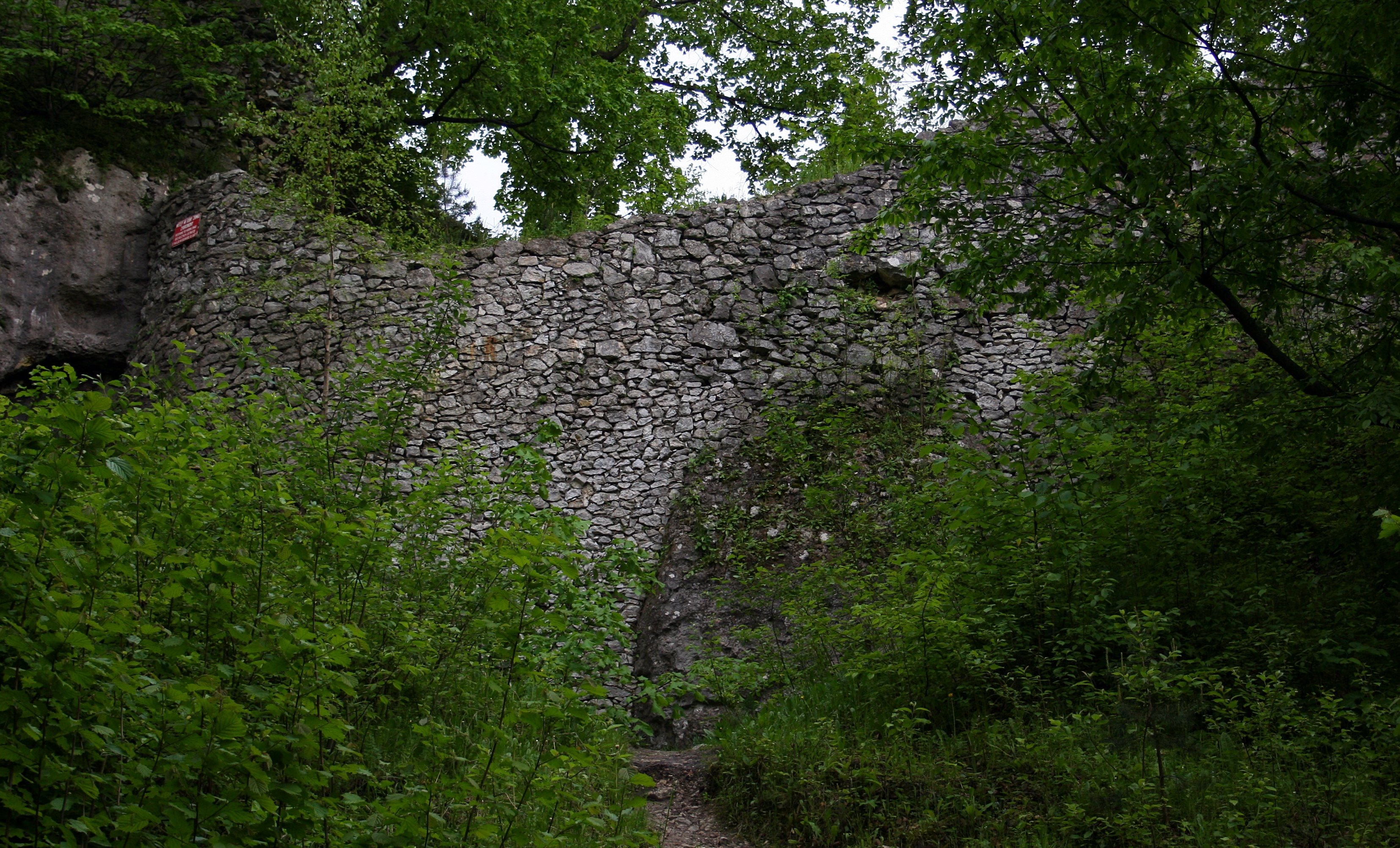
Фрагмент мурів замку